# Air China Cargo

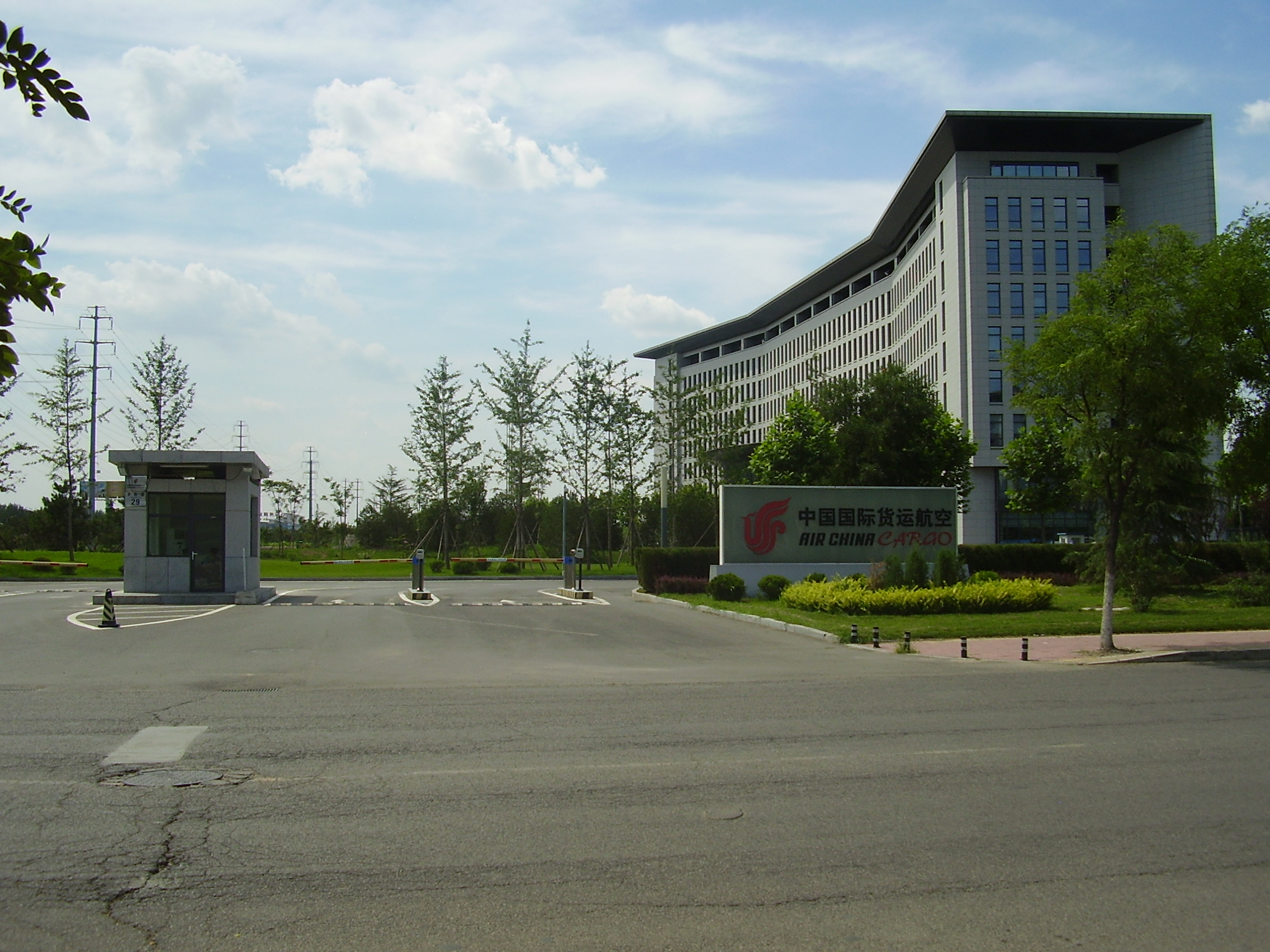
Siège d'Air China Cargo

Air China Cargo Co., Ltd. (中国国际货运航空有限公司/Zhōngguó Guójì Huòyùn Hángkōng Yǒuxiàngōngsī) est une compagnie aérienne cargo dont le siège se situe à Pékin, en Chine. C'est une filiale d'Air China, et propose des liaisons régulières de fret à travers 20 villes et 10 pays à travers le monde.

## Histoire
La compagnie aérienne est fondée le 12 décembre 2003, et est détenue par Air China (51 %), CITIC Pacific (25 %) et Beijing Capital International (24 %), et comprend près de 4,000 employés (en mars 2013).

## Destinations
Air China Cargo sert les aéroports suivants (en septembre 2013):
- Chine
  - Pékin - Aéroport international de Pékin Hub
  - Chengdu - Aéroport international de Chengdu-Shuangliu
  - Chongqing - Aéroport international de Chongqing Jiangbei
  - Shanghai - Aéroport international de Shanghai Pudong Hub
  - Tianjin - Aéroport international de Tianjin Binhai
- Danemark
  - Copenhague - Aéroport de Copenhague
- France
  - Paris - Aéroport Paris-Charles de Gaulle
- Allemagne
  - Francfort - Aéroport de Francfort
- Japon
  - Osaka - Aéroport international du Kansai
  - Tokyo - Aéroport international de Narita
- Hong Kong
  - Hong Kong - Aéroport international de Hong Kong
- Pays-Bas
  - Amsterdam - Aéroport d'Amsterdam-Schiphol [4]
- Russie
  - Novossibirsk - Aéroport de Tolmachevo
- Espagne
  - Saragosse - Aéroport de Saragosse
- Taiwan
  - Taipei - Aéroport international Taiwan Taoyuan
- États-Unis
  - Anchorage - Aéroport international d'Anchorage Ted-Stevens
  - Chicago - Aéroport international O'Hare
  - Dallas - Aéroport international de Dallas-Fort Worth
  - Los Angeles - Aéroport international de Los Angeles
  - New York - Aéroport international John F. Kennedy
- Canada
  - Edmonton - Aéroport international d'Edmonton (à partir du 3 septembre 2015)[5]

## Flotte

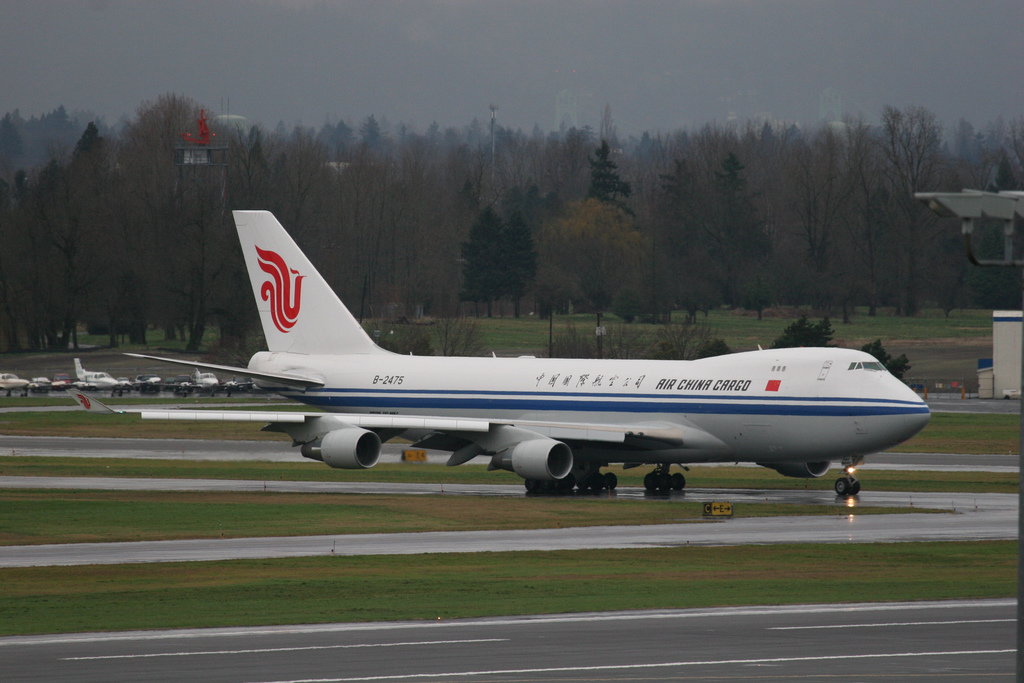
Boeing 747-400F d'Air China Cargo

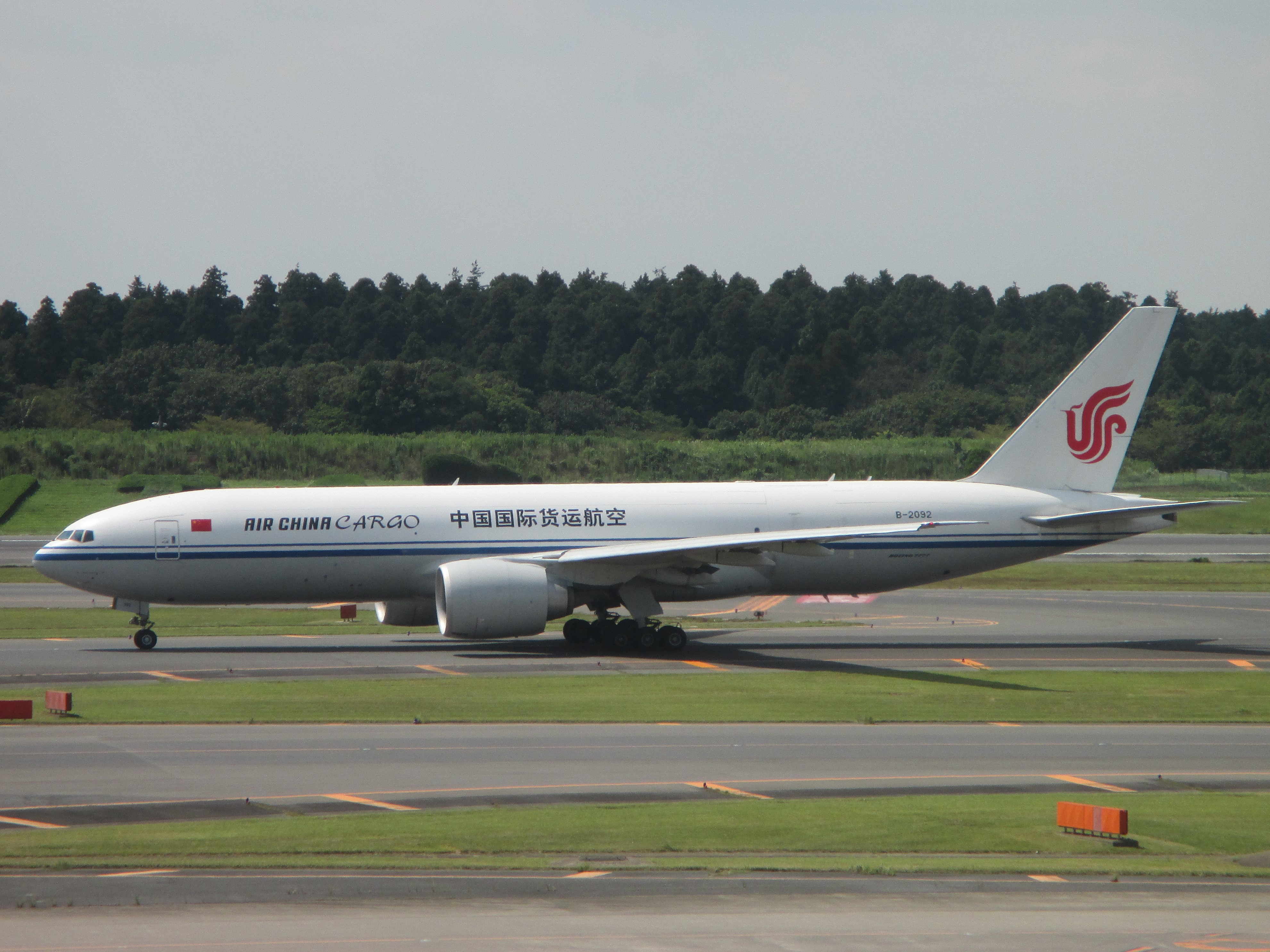
Boeing 777F d'Air China Cargo

En février 2025, la flotte d'Air China Cargo comprenait les appareils suivants,: